# Будівництво трубопроводу
Будівни́цтво трубопрово́ду (англ. pipeline construction) — будівельні роботи великого масштабу, що починаються після ухвалення рішення про транспортування нафти й газу трубопроводом, наприклад, із шельфового родовища до терміналу та розрахунку необхідної пропускної здатності трубопроводу.
Перший етап — морські підводні роботи значного обсягу.
Другий етап — прокладання трубопроводу по суші.
Для виконання обох етапів попередньо проводять детальні пошукові роботи і ґрунтовне планування.
Розрізняють будівництво магістрального і промислового трубопроводу, вугле-проводу, продуктопроводу, газопроводу, підземного, наземного, надземного, підводного і т. д.